# Strawberry Shortcake
Strawberry Shortcake (no Brasil: Moranguinho; em Portugal: Docinho de Morango) é um personagem licenciado, atualmente de propriedade da Iconix Brand Group originalmente usado em cartões comemorativos, sendo expandida para bonecas, pôsteres e outros produtos. A marca Moranguinho também incluem uma linha de brinquedo dos amigos da personagem e seus animais de estimação. Além disso, a franquia tem gerado especiais de televisão, desenhos animados e filmes.

## História
Os primeiros desenhos de Moranguinho e sua gata, Pudim, foram feitos em 1977 por Muriel Fahrion durante o tempo que foi ilustradora do departamento American Greetings' Juvenile & Humours. Depois os desenhos foram apresentados para o Sr. Bernie Loomis da General Mills e foram patenteados. Fahrion desenhou mais trinta e dois personagens que também foram patenteados para o Those Caracthers From Cleveland (divisão de design da American Greetings'). Em 1979, uma fabricante de brinquedos, Kenner Products, licenciou a personagem e lançou a primeira boneca Moranguinho. Na época, Moranguinho se assemelhava a uma típica boneca de pano, com sardas, um par de cachos de fios vermelhos e um chapéu com estampas de morango. Cindy Mayer Patton e Janet Jones criaram os outros personagens da clássica linha Moranguinho. A primeira boneca era uma boneca de pano desenhada por Muriel Fahrion e criada por Susan Trentel, irmã de Fahrio. Lyn Edwards foi o editor da linha e também o homem que deu vida aos personagens. Ele desenvolveu o perfil e a história de cada personagem.
A linha de Moranguinho de personagens cada um tinha seu próprio nome de fruta ou sobremesa temática com roupas para combinar, e cada um tinha um animal de estimação com nome de sobremesas ou frutas.. Como Moranguinho, todas as bonecas dos outros personagens tinham cabelo perfumado para combinar com seu tema de sobremesa. Os personagens viviam suas histórias em um mundo mágico conhecido como Morangolândia.
Durante a década de 1980, Moranguinho se tornou uma moda enorme para as meninas em todo os Estados Unidos. Na época, havia muitos produtos relacionados, como álbuns de figurinhas, roupas, um videogame da Parker Bros. intitulado Strawberry Shortcake Musical Match-Ups para o Atari 2600 , e vários outros produtos. Em 1991, a THQ tentou revitalizar a franquia, produzindo uma linha atualizada de bonecas Moranguinho. Moranguinho e cinco de seus amigos clássicos cada um começaram um makeover com roupa, cabelo, e os olhos novos. No entanto, a linha desfrutou no melhor de um sucesso modesto durando apenas um ano.
Em 2002, Moranguinho voltou novamente. Dessa vez totalmente diferente das versões anteriores. A bonequinha fica mais moderna e deixa de lado as características campestres que apresentava até então. Também foram lançados DVDs, VHS, VCDs e até mesmo CDs com trilha sonora interpretada por Sarah Heinke.
Em 2009, surge a atual Moranguinho, novas mudanças marcam sua nova série que pode ser vista no canal pago Disney Junior.
A bonequinha hoje tem site oficial, vários CDs e DVD. Faz muito sucesso entre as crianças de todo o mundo.

## Personagens
- Strawberry Shortcake, a personagem titular conhecida como Moranguinho no Brasil, cujo nome original significa Shortcake de Morango. É frequentemente representada como uma garota com cabelos avermelhados ou rosados que usa chapéus remetendo a morangos que é sua marca registrada. Sua principal mascote é a gata Pudim, também já tendo sido dona do Rocambole em algumas gerações e brevemente a pônei Pão de Mel em 2003.
- Huckleberry Pie, um garoto cujo nome original significa Torta de Huckleberry. É conhecido principalmente por ser (por muito tempo) o único garoto da franquia e é representado pela fruta norte americana huckleberry. No Brasil o personagem já foi referido por Limãozinho até a geração de 2003, posteriormente sendo chamado de Mirtilo na geração de 2009 e Huck na de 2021. Foi o dono original do cachorro Rocambole nos anos 80 e nas gerações seguintes teve animais diferentes.
- Orange Blossom, uma garota conhecida por Laranjinha no Brasil, cujo nome original significa Flor de Laranja. É frequentemente retratada como uma garota de pele escura e representada por laranjas. Seu principal mascote é a Marmalada que era uma borboleta, mas que se tornou uma cachorrinha na geração de 2009, no entanto na geração de 2021 se tornou dona do Pupcake.
- Lemon Meringue, uma garota cujo nome original significa Merengue de Limão. Ela é representada por limões sicilianos. Normalmente é conhecida por seus cabelos loiros. Dentre seus mascotes seu principal é o sapo Frappe. Atualmente é conhecida por Gotinha de Limão no Brasil, mas já foi referida por Suspirinho na geração dos anos 80.
- Blueberry Muffin, uma garota cujo nome original significa Muffin de Mirtilo. Ela é conhecida pelos seus cabelos azulados (exceto na geração de 2003) bem como suas roupas e é representada por mirtilos. Seu principal mascote é a ratinha Cheesecake. Ela é conhecida por Amora Linda no Brasil, mas já foi brevemente referida por Uvinha nos anos 80.
- Raspberry Tart, uma garota cujo nome original significa Torta de Framboesa. Ela é reconhecida pelos seus cabelos roxos e cacheados (exceto na geração de 2009) e é representada por framboesas. Seu principal mascote é Rhubarb, que foi um macaco nos anos 80 e um guaxinim na geração de 2003. Atualmente é conhecida por Cachinho de Framboesa no Brasil, mas já foi referida por Framboesinha nos anos 80.
- Plum Puddin', personagem conhecido por Ameixinha no Brasil, cujo nome original significa Pudim de Ameixa. Foi originalmente introduzido como um menino bem no início da primeira geração, porém foi redesenhado como uma garota permanecendo assim até a geração de 2021 onde foi revertido pra um garoto. É representado(a) por ameixas e roupas roxas, além de usar óculos (exceto na geração de 2009).
- Apple Dumplin', uma garota conhecida por Maçãzinha no Brasil, cujo nome original significa Bolinho de Maçã. Foi originalmente uma bebê na franquia até o início da geração de 2003, passando a ser retratada como uma garota mais velha de 2007 em diante. Também já foi retratada como parente de Moranguinho nas gerações de 2003 e 2009. É representada por maçãs. Sua principal mascote é a tartaruga Teatime.
- Lime Chiffon, cujo nome original significa Chiffron de Lima. É representada por limas (também conhecidas por limão-taiti no Brasil). Foi descontinuada depois da primeira geração, porém foi resgatada na geração de 2021 como uma garota de pele escura e óculos. Seu mascote é o papagaio Parfait. Atualmente é conhecida por Lima Limão no Brasil, mas já foi referida por Perinha e Doce de Lima nos anos 80.
- Apricot, uma garota conhecida por Damasquinho no Brasil, cujo nome original significa Damasco. Ela é representada por damascos. Foi introduzida como uma bebê na primeira geração, mas se tornou uma garota da mesma idade de Moranguinho na geração de 2003.
- Angel Cake, uma garota conhecida por Uvinha no Brasil, cujo nome original significa Bolo de Anjo. Ao contrário do nome brasileiro a personagem a personagem não representa nenhuma fruta, apenas bolos. Foi descontinuada depois da geração de 2003.
- Butter Cookie, uma garota conhecida por Biscoitinho no Brasil, cujo nome original significa Cookie de Manteiga. É uma bebê que é uma personagem exclusiva da primeira geração. Seu nome brasileiro foi posteriormente usado pra outra personagem na geração de 2003.
- Banana Twirl (ou Banana Candy), uma garota conhecida por Bananinha no Brasil, cujo nome original significa Doce de Banana. Ficou presente até a geração de 2003.
- Ginger Snap, uma garota conhecida por Biscoitinho no Brasil, cujo nome original significa Biscoito de Gengibre. Foi introduzida na geração de 2003 sendo uma personagem exclusiva dessa geração. É representada por um biscoito de gengibre.
- Peppermint Fizz, uma garota conhecida por Hortelãzinha no Brasil, cujo nome original significa Hortelã-Pimenta Efervescente. É representada por uma bala de menta. Assim como Ginger Snap foi criada na geração de 2003, porém foi resgatada pra uma breve aparição na geração de 2021 como uma personagem completamente diferente.
- Cherry Jam, uma garota conhecida por Cerejinha no Brasil, cujo nome original significa Geleia de Cereja. Foi introduzida na geração de 2009. É representada por cerejas.
- Sweet Grapes, uma garota conhecida por Uvinha no Brasil, cujo nome original significa Uvas Doces. Foi introduzida na geração de 2009 sendo uma personagem exclusiva dessa geração. Apesar do nome brasileiro ela é uma personagem diferente da personagem da geração de 2003 que é chamada de Angel Cake no original e é relacionada com a personagem Sour Grapes.
- Bread Pudding, um garoto conhecido como Bread Pudim no Brasil, cujo nome original significa Pudim de Pão. Foi introduzido na geração de 2021 sendo o primeiro menino na franquia em muitos anos depois de Huck.

### Mascotes
- Custard, a gata de estimação de Moranguinho. É caracterizada por sempre ser uma gata rosa. Se comporta como um animal normal, embora saiba falar na geração de 2003. É conhecida como Pudim na maioria das adaptações brasileiras, embora tenha sido referida como Creminho nos anos 80 e Mostarda na geração de 2009. Seu nome original é de uma sobremesa que em português traduz apenas como creme.

- Pupcake, um cachorro que é animal de estimação de diversos personagens na franquia. Ele pertenceu a Huckleberry Pie na geração dos anos 80, enquanto foi de Moranguinho nas gerações de 2003 e 2009, atualmente pertencendo a Laranjinha na geração de 2021. Ele é conhecido como Rocambole no Brasil, mas já foi chamado de Pão de Ló nos anos 80. Seu nome original é um trocadilho entre "puppy" (filhote de cachorro) e cupcake.

- Honey Pie, uma pônei conhecida por Pão de Mel no Brasil, cujo nome original significa Torta de Mel. É uma grande amiga de Moranguinho tendo sido introduzida na geração de 2003 originalmente criada com a intenção de servir com a pônei de Moranguinho, porém ficou exclusiva dessa geração sendo esquecida com o tempo.

- Marmelade, bichinho de estimação da Laranjinha nas gerações antigas. Foi uma borboleta até a geração de 2003, porém virou um cachorro na geração de 2009. Foi substituída por Rocambole na geração de 2021. No Brasil recebeu o nome de Marmelada.

- Cheesecake, a ratinha de estimação de Amora Linda. No Brasil já foi referida por Queijadinha e Pão de Queijo nos anos 80.

- Rhubarb, bichinho de estimação de Cachinho de Framboesa. Foi uma macaca nos anos 80 e uma guaxinim na geração de 2003. No  recebeu o nome de Zizi.

- Dregs, cobra de estimação de Uva Azeda. No Brasil ela foi referida por Sujinha.

- Durt, minhoca de estimação de Azedinha. No Brasil ela foi referida por Enroladinha.

### Vilões
- Peculiar Purple Pieman, um padeiro magricela que é frequentemente retratado com roupas roxas e um bigode longo e é conhecido por ser o principal antagonista pra Moranguinho e suas amigas em cada geração. No Brasil ele já foi chamado de Feiticeiro da Montanha de Lata ou Peculiar Padeiro Púrpuro do Pico Porcopino (ou Porco Espinho) na primeira geração, Homem-Torta na geração de 2003 e atualmente é chamado de Tortista Púrpura.

- Sour Grapes, uma vilã que muitas vezes está relacionada ao Purple Pieman. Nas animações mais antigas era retratada como uma mulher adulta, porém desde a geração de 2009 é retratada como uma garota da mesma idade de Moranguinho e seus amigos e sendo menos antagônica que sua versão antiga. No Brasil ela já foi chamada de Tia Vinagrete e Uva Azeda, mas desde 2009 ela é referida como Azedinha.

- Raisin Cane, antagonista recorrente normalmente relacionada a Sour Grapes. Na primeira geração era uma garota sobrinha de Uva Azeda e era referida por Azedinha no Brasil. Ficou ausente até o final da geração de 2009 onde foi reintroduzida como uma prima de Azedinha (atual Uva Azeda) também bem menos antagônica. Na série de 2021 virou um jovem não binário sem relação com Azedinha ou com papel antagônico. Seu bichinho de estimação é a minhoca Durt.

### Outros Personagens
- Berrykins, pequenas criaturas similares a elfos que representam frutinhas. No Brasil eles já foram chamados de Polenzinhos na primeira geração e Tutti-Fruttis na geração de 2009.

## Amigos dos anos 1980
A seguinte lista se refere aos amigos e seus respectivos pets e vilões da Moranguinho Clássica.
| Amigos                        | Surgimento | Animal de estimação                                 |
| ----------------------------- | ---------- | --------------------------------------------------- |
| Limãozinho (Huckleberry Pie)  | 1980       | Rocambole, o cachorro (Pupcake)                     |
| Uvinha (Blueberry Muffin)     | 1980       | Queijadinha, o rato (Cheesecake)                    |
| Maçãzinha (Apple Dumplin)     | 1980       | Tea Time Turtle                                     |
| Framboesinha (Raspberry Tart) | 1980       | Zizi, a macaca (Rhubarb)                            |
| Ameixinha (Plum Puddin)       | 1980       | Élderberry, a coruja                                |
| Sr. Sol (Mr. Sun)             | 1980       | sem pet correspondente                              |
| Laranjinha (Orange Blossom)   | 1981       | Marmelada, a borboleta (Marmalade)                  |
| Suspirinho (Lemon Meringue)   | 1981       | Frappé, a rã                                        |
| Damasco (Apricot)             | 1981       | Pulinho, o coelhinho (Hopsalot)                     |
| Mel (T.N. Honey)              | 1981       | Honey Bee, a abelha (Bumble Tea)                    |
| Biscotinho (Butter Cookie)    | 1982       | Jelly Bear, o ursinho Teddy                         |
| Perinha (Lime Chiffon)        | 1982       | Parfait, o papagaio                                 |
| Cerejinha (Cherry Cuddler)    | 1982       | Gooseberry, o ganso                                 |
| Angel Cake                    | 1982       | Soufflé, o gambá                                    |
| Almond Tea                    | 1983       | Marza Panda, o Urso Panda                           |
| Café Olé                      | 1983       | Burrito, o burro                                    |
| Crêpe Suzette                 | 1983       | Éclair, o poodle francês                            |
| Mentazinha (Mint Tulip)       | 1983       | Marsh Mallard, o pato                               |
| Lem and Ada                   | 1983       | Sugar Woofer, o pastor alemão                       |
| Pesseguinho (Peach Blush)     | 1984       | Melonie Belle, o carneiro                           |
| Ameixinha (Plum Puddin)       | 1984       | Elderberry, a coruja                                |
| Baby Needs-A-Name             | 1984       | Fig Boot, o monstro imaginário (Ou dragão ás vezes) |
| Bananinha (Banana Twirl)      | 1985       | animal desconhecido                                 |
| Azedinha (Raisin Cane)        | 1985       | Durt                                                |
| Princesa Cheirosa             | 1985       | animal desconhicido                                 |

| Vilão                                     | Surgimento | Animal de estimação |
| ----------------------------------------- | ---------- | ------------------- |
| Peculiar Padeiro do Pico do Porco Espinho | 1980       | Berry Bird          |
| Sour Grapes/Uva Azeda                     | 1982       | Dregs               |

## 2002 - Personagens com os nomes oficiais e seus respectivos dubladores nos EUA
| Personagem                                                     | Dublador(a)                             |
| -------------------------------------------------------------- | --------------------------------------- |
| Strawberry Shortcake (Moranguinho)                             | Sarah Heinke                            |
| Custard (Pudim)                                                | Sarah Koslosky Anna Jordan              |
| Pupcake (Rocambole)                                            | Nils Haaland                            |
| Apple Dumplin' (Maçãzinha)                                     | Katie Labosky                           |
| Angel Cake (Uvinha)                                            | Rachel Ware                             |
| Ginger Snap (Biscoitinho)                                      | Samantha Triba                          |
| Huckleberry Pie (Limãozinho)                                   | Daniel Canfield James Street (falecido) |
| Blueberry Muffin (Amora Linda)                                 | Bianca Heyward                          |
| Peppermint Fizz (Hortelãzinha)                                 | Rebecca Noodle                          |
| Orange Blossom (Laranjinha)                                    | Dejare Barfield                         |
| Coco Calypso                                                   | Melissa Deni                            |
| Rainbow Sherbet (Íris Bela)                                    | Laura Grimm                             |
| Seaberry Delight                                               | Abigail Leib                            |
| Crepes Suzette                                                 | Caroline Iliff                          |
| Tea Blossom (Chazinho)                                         | Marissa Maliani                         |
| Frosty Puff (Floquinho de Neve)                                | Samantha Triba                          |
| Tangerina Torta (Torta de Tangerina)                           | Caroline Iliff Dana Donlan              |
| Raspberry Torte (Tortinha Framboesa)                           | Greer McKain Haley Hyden-Soffer         |
| Lemon Meringue (Merengue de Limão)                             | Mary Waltman                            |
| Peculiar Purple Pie Man (Homem Torta do Pico do Porco Espinho) | Cork Ramer                              |
| Licorice Whip                                                  | Jerry Longe                             |
| Sour Grapes (Uva Azeda)                                        | Bridget Robbins                         |

## Personagens, animais e casas
| Personagem                             | Animal de estimação            | Casa                      | Observação                                                                          |  |
| -------------------------------------- | ------------------------------ | ------------------------- | ----------------------------------------------------------------------------------- |  |
| Strawberry Shortcake / Moranguinho     | Pudim o gato e Rocambole o cão | Morangolândia             |                                                                                     |  |
| Apple Dumpling / Maçazinha             | Sr. Chabotí                    | Morangolândia             | Irmãzinha da Moranguinho                                                            |  |
| Ginger Snap / Biscoitinho              | Chocolate Chipmunk o esquilo   | Cookie Corners            |                                                                                     |  |
| Angel Cake / Uvinha                    | Baunílha                       | Cakewalk                  |                                                                                     |  |
| Orange Blossom/ Laranjinha             | Laranjada a borboleta          | Orange Blossom Acres      |                                                                                     |  |
| Huckleberry Pie / Limãozinho           | sapo                           | Pula-pula o sapo          | Huckleberry Briar                                                                   |  |
| Peppermint Fizz                        | Cola Chameleon                 | Peppermint Place          | Ela é uma garotinha cínica.                                                         |  |
| Coco Calypso                           | Papaya Parrot                  | Praia dos frutos          |                                                                                     |  |
| Blueberry Muffin                       | Cheesecake o rato              | Vale Blueberry            |                                                                                     |  |
| Rainbow Sherbet                        | Triple Treat the toucan        | Punch Bowl Pond           | Hora ou outra, seu animal também é chamado de Triple Dip ou até mesmo Triple Ripple |  |
| Seaberry Delight                       | Kiwi the sea turtle            | Praia dos frutos          |                                                                                     |  |
| Lemon Meringue/ Merengue de Limão      | Sourball the skunk             | Lemon Lane                | Ela é dona de uma loja de beleza                                                    |  |
| Raspberry Torte/ Tortinha de Framboesa | Rhubarb the racoon             | Raspberry Meadows         | Campos de Framboesa (anteriormente)                                                 |  |
| Crepes Suzette                         | Eclair a poodle                | Pearis                    |                                                                                     |  |
| Tea Blossom                            | Marza o Panda                  | Província de Plum Blossom |                                                                                     |  |
| Tangerina Torta                        | Banana Bongo                   | Bosque Tangerina          |                                                                                     |  |
| Frosty Puff/ Floquinho de Neve         | Freezer Pop the penguin        | Niceland                  |                                                                                     |  |
| Apricot                                | Hopsalot o coelho              | Damasco                   | Apareceu pela primeira vez em "Let's Dance"                                         |  |
| Cherry Cuddler / Cerejinha             | Gooseberry the goose           | Pearis                    |                                                                                     |  |
| Plum Pudding / Ameixinha               | Eldberry the Owl               | Plum House                |                                                                                     |  |
| Banana Candy / Bananinha               | desconhecido                   | Banana Boro               |                                                                                     |  |
| Watermelon Kiss                        | desconhecido                   | Watermelon Summer's       |                                                                                     |  |
| Limelight                              | Parfat o Papagaio              | Berrywood                 |                                                                                     |  |
| Annie Oatmeal                          | desconhecido                   | Rancho Pradaria           |                                                                                     |  |
| Caramel Corn                           | desconhecido                   | Fazenda Doce Milho        |                                                                                     |  |

| Vilão                                | Animal de estimação  | Casa                                                            | Observação |
| ------------------------------------ | -------------------- | --------------------------------------------------------------- | --- |
| Licorice Whip                        | Raven                | Em uma espécie de carroça, onde realiza os shows com os cavalos | Apresentado em "Aventuras na Ilha do Sorvete" |
| Homem Torta do Pico do Porco Espinho | Pássaros de Morangos | Pico do Porco Espinho                                           | |
| Uva Azeda                            | Dregs a cobra        | Pico do Porco Espinho                                           | Apresentada no filme The Sweet Dreams Movie (no Brasil "Doces Sonhos") como a irmã do Homem Torta do Pico do Porco Espinho. Dregs é re-apresentada no filme "Berry Blossom Festival". |

## Pôneis
| Pônei            | Amigo de              | Casa               | Observação                                              |
| ---------------- | --------------------- | ------------------ | ------------------------------------------------------- |
| Pão de Mel       | Moranguinho           | Morangolândia      | Tem uma amiga abelha.                                   |
| Bolachinha       | Biscoitinho           | Ilha do Sorvete    |                                                         |
| Milkshake        | Uvinha                | Ilha do sorvete    |                                                         |
| Laranjeira       | Laranjinha            | Ilha do Sorvete    |                                                         |
| Huckleberry Hash | Limãozinho            | Ilha do sorvete    |                                                         |
| Cherry Vanilla   | Peppermint Fizz       | Ilha do Sorvete    |                                                         |
| Spumoni          | Coco Calypso          | Ilha do Sorvete    |                                                         |
| Blueberry Sundae | Blueberry Muffin      | Ilha do Sorvete    |                                                         |
| Pistachio        | Seaberry Delight      | Ilha do Sorvete    |                                                         |
| Butter Pecan     | Rainbow Sherbet       | Ilha do Sorvete    |                                                         |
| Lemon Ice        | Limao com merengue    | Ilha do sorvete    |                                                         |
| Raspberry Ripple | Tortinha de framboesa | Ilha do Sorvete    |                                                         |
| Ambrosia         |                       | Floresta da Canela | É um Unicórnio mágico que aparece em algumas histórias. |
| Girassol         | Damasquinho           | Rancho de pradaria |                                                         |
| Buttercup        | Moranguinho           | Rancho da pradaria |                                                         |
| Narciso          | Limao com merengue    | Rancho da pradaria |                                                         |
| Trovao           | Ameixinha             | Rancho de pradaria |                                                         |

## Temporadas
- Primeira Temporada de 1980.

- Segunda Temporada de 1991.

- Terceira Temporada de 2002.

- Quarta Temporada de 2003.

- Quinta Temporada de 2007.

- Sexta Temporada de 2009.

## Nova versão
Em 2009 foi lançada a nova série da Moranguinho, com o título Moranguinho: Aventuras em Tutti Frutti, em que a personagem novamente mudou. A mudança é física e todos os traços serão mudados. A personagem ganha nova roupagem e está mais atenta a moda, tendo sido equipada com Laptop, iPod e celular: a personagem mudou da terra mágica com o nome de Morangolândia para uma cidade com o nome de Berry City (Cidade das Frutinhas; ou Tutti Frutti), que abre supermecados, cafés, teatros, livrarias, boutiques de moda, escolas de danças e música, centro de doações de animais e cabeleireira. A mudança recebeu muitas críticas, com a personagem perdendo muito de seu caráter lúdico. Outro grande inconveniente é que muitos de seus personagens foram cortados, como as amigas Uvinha e Biscoitinho, entre outros personagens.
No Brasil, o programa foi exibido pelo Disney Junior de 16 de maio de 2011 a 5 de julho de 2013 (reexibido até 14 de novembro de 2014) e pelo Discovery Kids de 17 de novembro de 2014 a 30 de setembro de 2016. Em Portugal, o programa foi exibido pelo Canal Panda com o título de Docinho de Morango 3D.